# Hadena staudingeri
Hadena staudingeri là một loài bướm đêm trong họ Noctuidae.